# Alviero Chiorri
Alviero Chiorri (Roma, 2 marzo 1959) è un ex calciatore italiano, di ruolo attaccante.

## Carriera

Chiorri agli esordi nella Sampdoria

Mezzala sinistra, cresce nelle giovanili della Pro Roma e prosegue la sua formazione di giovane calciatore nella Sampdoria con cui conquista tra l'altro il Torneo di Viareggio.
Esordisce in Serie A con la casacca blucerchiata a poco più di diciassette anni e mezzo, nel corso del campionato 1976-77, al "Comunale" di Torino contro i granata. Chiude la stagione con 8 presenze e 2 reti non sufficienti tuttavia a evitare la retrocessione dei genovesi.
Disputa coi blucerchiati 4 stagioni da titolare in Serie B, rivelandosi come buon realizzatore (8 reti nelle stagioni 1979-80 e 1980-81) e uomo-assist, ma evidenziando una certa mancanza di continuità e qualche intemperanza di troppo.
Nell'estate 1981 viene ceduto in prestito al Bologna ma dopo un inizio positivo (rete all'esordio contro il Cagliari), la stagione è negativa sia per Chiorri, che subisce un grave infortunio che limita a 13 le presenze in campionato, sia per i felsinei, che retrocedono in Serie B per la prima volta nella loro storia.
Tornato alla Sampdoria (a sua volta tornata in Serie A) per la stagione 1982-83, soffre il dualismo col suo erede designato Roberto Mancini e progressivamente viene relegato in panchina (solo 9 presenze nella stagione 1983-84, dimostrando di non essere neppure molto efficace sotto rete (1 rete in 33 presenze complessive in due stagioni)
Nell'estate 1984 passa alla Cremonese, all'interno dell'affare che portò Gianluca Vialli a fare il percorso inverso. Con i grigiorossi resta fino a fine carriera per otto stagioni, risultando uno degli elementi di maggior spessore della formazione conquistando due promozioni in Serie A nel 1988-89 (quando però salta gran parte della stagione per una depressione poi superata positivamente) e 1990-91, prima di chiudere con il calcio professionistico nel 1992, proprio dopo l'ultima giornata di campionato contro la sua amata Sampdoria. Furono proprio i tifosi blucerchiati a coniare per lui il soprannome di "Marziano" che lo accompagnò nella sua carriera.
Ha complessivamente totalizzato 103 presenze e 9 reti in massima serie e 234 presenze e 43 reti fra i cadetti.
Ritiratosi, dal 1994 ha vissuto a L'Avana (Cuba) insieme ai suoi due figli per poi tornare a vivere in Italia con la famiglia allargata al seguito.
Nel 2025 torna agli onori della cronaca grazie al suo ex mister Renzo Ulivieri, il quale in un'intervista lo definisce superiore a Roberto Mancini e Roberto Baggio.

## Palmarès
- Torneo di Viareggio: 1

Sampdoria: 1977